# Henrik Glahn (officer)
 Der er flere personer med dette navn, se Henrik Glahn.
Henrik Glahn (født 29. marts 1827 i Rendsborg, død 5. april 1886) var en dansk officer. Han var far til Kai Glahn.
Han var en søn af generalkrigskommissær, tidligere major i artilleriet, Tønne Bloch Glahn og Elisabeth Maria født Fischer, gennemgik Landkadetakademiet og udnævntes i 1845 til sekondløjtnant ved fodfolket med aldersorden fra 1844. 2 år senere kom han til tjeneste ved 1. jægerkorps og deltog dermed i kampen ved Bov og i slaget ved Slesvig, hvor han blev såret og taget til fange, men han udveksledes snart. I 1849 forfremmedes han til premierløjtnant, deltog med 3. reservejægerkorps i fægtningen ved Ullerup og blev kort efter adjudant ved 3. brigade, hvormed han atter kom i ilden ved Solbro og ved Isted.
Efter krigen vendte han tilbage til 1. jægerkorps og deltog i 1853 i opmålingsarbejder under Vejdirektionen; kort tid efter kaptajnsudnævnelsen i 1860 kom han til 3. bataljon, men forflyttedes ved mobiliseringen 1863 til 10. regiment, hvormed han deltog i Dybbøls forsvar og i kampen om Als, hvor han atter faldt i fangenskab. Efter hjemkomsten ansattes han hos generalinspektøren for infanteriet og blev ved gennemførelsen af Hærloven af 1867 kaptajn af Generalstaben og souschef ved 1. generalkommando, hvor han forblev indtil 1876, da han udnævntes til oberst og chef for 4. bataljon. I 1882 blev han atter forsat til Generalstaben som stabschef ved 1. generalkommando; som sådan faldt det næste år i hans lod at anordne enkelthederne i den første kantonnementsøvelse, som ifølge Hærloven af 1880 skulle afholdes på Sjælland, hvorefter han i 1884 benådedes med Kommandørkorset af Dannebrogs 2. grad. I 1885 blev han udnævnt til generalmajor og chef for Fynske Brigade, fra hvilken stilling døden bortrev ham 5. april 1886 efter et langvarigt sygeleje. 
Glahn, som i 1868 overværede manøvrerne ved Brück i Østrig og i 1881 ved Miscolcz i Ungarn, blev 9. december 1857 gift med Christiane Louise With, datter af herredsfoged Jesper Peter With. Han var en pligttro soldat med stor praktisk dygtighed og på grund heraf og sin beskedenhed almindelig påskønnet.